# Cervixkapje

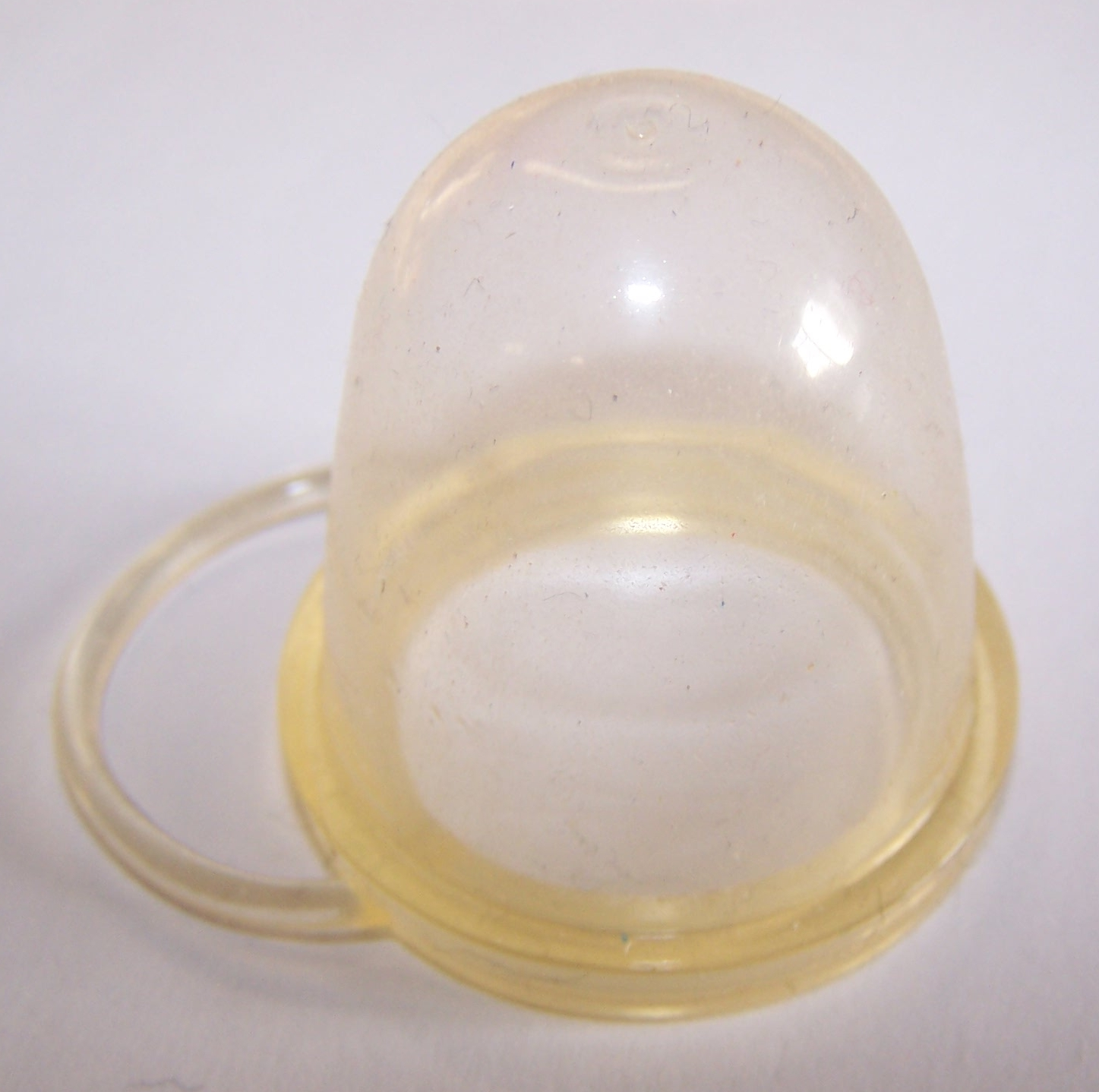
Cervixkapje

Het cervixkapje of portiokapje (merknaam Femcap) is een klein, flexibel latex, rubber of plastic koepelvormig voorbehoedsmiddel dat over de baarmoederhals (cervix) past. Het is verkrijgbaar in meerdere maten en wordt door zuigkracht op zijn plaats gehouden. Het heeft, net als het pessarium, een barrièrefunctie.
Een cervixkapje moet gebruikt worden in combinatie met een spermadodende pasta, die in het kapje wordt aangebracht. Op deze manier worden de spermatozoïden die toch eventueel bij de baarmoedermond terecht zouden komen, gedood. Verder heeft het als functie de zuigkracht tussen de cervix en het kapje te vergroten. Over de hoeveelheid pasta die moet worden aangebracht, verschillen de meningen. De ene dokter raadt aan het kapje tot één derde te vullen, de andere tot twee derde. Wordt er te veel zaaddodende pasta gebruikt, dan wordt de zuigkracht veroorzaakt door het luchtledige tenietgedaan en werkt het voorbehoedsmiddel niet meer.
Dit voorbehoedsmiddel moet goed toegepast worden door een dokter. Een kapje dat niet de juiste maat heeft kan loskomen tijdens het vrijen. De dokter hoort ook het gebruik uit te leggen. Meestal wordt er een PAP-test uitgevoerd als men het kapje drie maanden heeft gebruikt. Dat is eveneens een ideale gelegenheid om eventuele vragen te stellen.
Het kapje kan enkele uren tot een dag vóór de betrekkingen plaatsvinden, worden ingebracht. Als het kapje al een tijd op zijn plaats zit, dan moet er vóór de coïtus extra spermadodende pasta worden aangebracht in de vagina. Na het vrijen moet het kapje minimaal 8 uren blijven zitten. Om het gevaar op TSS (toxischeshocksyndroom) te verminderen, wordt aangeraden het kapje nooit langer dan 48 uur in de vagina te laten. Indien men een glijmiddel nodig heeft verdient het gebruik van een product op waterbasis de voorkeur. Vaseline kan het rubber beschadigen.
Aan het gebruik van het cervixkapje zijn enkele voordelen verbonden. In vergelijking met een diafragma heeft men minder spermadodende jelly nodig en bovendien is het kapje smaller, zodat sommige vrouwen meer gevoel hebben in hun vagina. Dit voorbehoedsmiddel mag ook twee keer zo lang als het diafragma over de cervix blijven zitten. Verder kan het cervixkapje gebruikt worden om het menstruatiebloed in op te vangen. Op deze manier kan men ongestoord verder vrijen als de vrouw ongesteld is. De anticonceptiefunctie is dan wel niet meer gegarandeerd.
Een nadeel van het cervixkapje is het aantal beperkte maten die beschikbaar zijn. Het is ook moeilijker aan te passen dan een diafragma en komt makkelijker los. Bovendien kan er een geurtje ontstaan indien het kapje te lang in de vagina wordt gelaten. Het grootste nadeel is echter het aantal zwangerschappen. In vergelijking met andere voorbehoedsmiddelen doet het cervixkapje het niet goed. Het mislukkingspercentage ligt (net als bij het sponsje) rond 11,5 procent, hetgeen ongeveer twee keer zo hoog is als bij het pessarium (tussen 5,2 en 6,9 procent). Wordt het kapje altijd correct gebruikt, dan ligt het theoretische percentage tussen de 2 à 5 procent. Het cervixkapje is ook een minder effectief voorbehoedsmiddel voor vrouwen die al een kind hebben gebaard in vergelijking met vrouwen die nog geen baring hebben meegemaakt, zelfs indien het consistent en correct wordt gebruikt. Het aantal mislukkingen is drie keer groter bij de eerste groep.
Het portiokapje beschermt niet tegen een SOA, daarvoor moeten condooms gebruikt worden.

## Het inbrengen en onderhouden van het cervixkapje
In vergelijking met het pessarium is een kapje kleiner en dus ook iets moeilijker te plaatsen. De eerste stap  bestaat erin het kapje te vullen met spermadodende gel of crème. Breng er ook wat op de rand aan. Vervolgens
vouwt men het in tweeën en brengt men het in de vagina. Duw het kapje met een vinger verder tot het achteraan over de cervix glijdt.
Vóór en na de coïtus moet nagekeken worden of het cervixkapje zich nog op de juiste plaats bevindt. Na het verwijderen wast men het met gewone zeep en water. Droog het kapje af met een handdoek en plaats het terug in zijn
bewaarplaats, verwijderd van warmtebronnen als een radiator of elektrische kachel.
Onderzoek het kapje regelmatig op gaatjes, scheurtjes of andere gebreken. Dit kan men doen door het tegen het licht te houden en het kapje lichtjes uit te rekken.